# 이호르 코스텐코
이호르 이호로비치 코스텐코(우크라이나어: Ігор Ігорович Костенко, 1991년 12월 31일 ~ 2014년 2월 20일)은 유로마이단 운동에 참가하였다가 사망한 우크라이나의 언론인, 학생 운동가, 위키인이다. 2014년 올해의 위키인으로 선정되었다.

## 생애
코스텐코는 우크라이나 부차치키라이온(Бучацький район) 주베르치(Зубрець)에서 태어났다. 부모님이 주로 상트페테르부르크에서 일하였기 때문에 조부모님과 함께 생활했다. 우크라이나 그리스 가톨릭교회 교구학교에 다녔다.
코스텐코는 2013년 리비우 대학교 지리학 학사 학위를 취득했으며 동 대학원에 재학중이었다. 그의 논문 주제는 부차치 지역의 관광 산업 발전이었다. 스포츠 웹사이트 스포르트아날리티카(Спортаналітика)에서 온라인 저널리스트 활동을 하기도 하였다.
우크라이나어 위키백과에 Ig2000이라는 별명으로 주기적으로 기여하였다. 항공, 경제, 축구 분야에서 280개가 넘는 새 문서를 생성하였으며, 소련 해군 구축함 네자모지니크 문서를 좋은 글로 만드는 데 큰 기여를 하였다.

## 사망

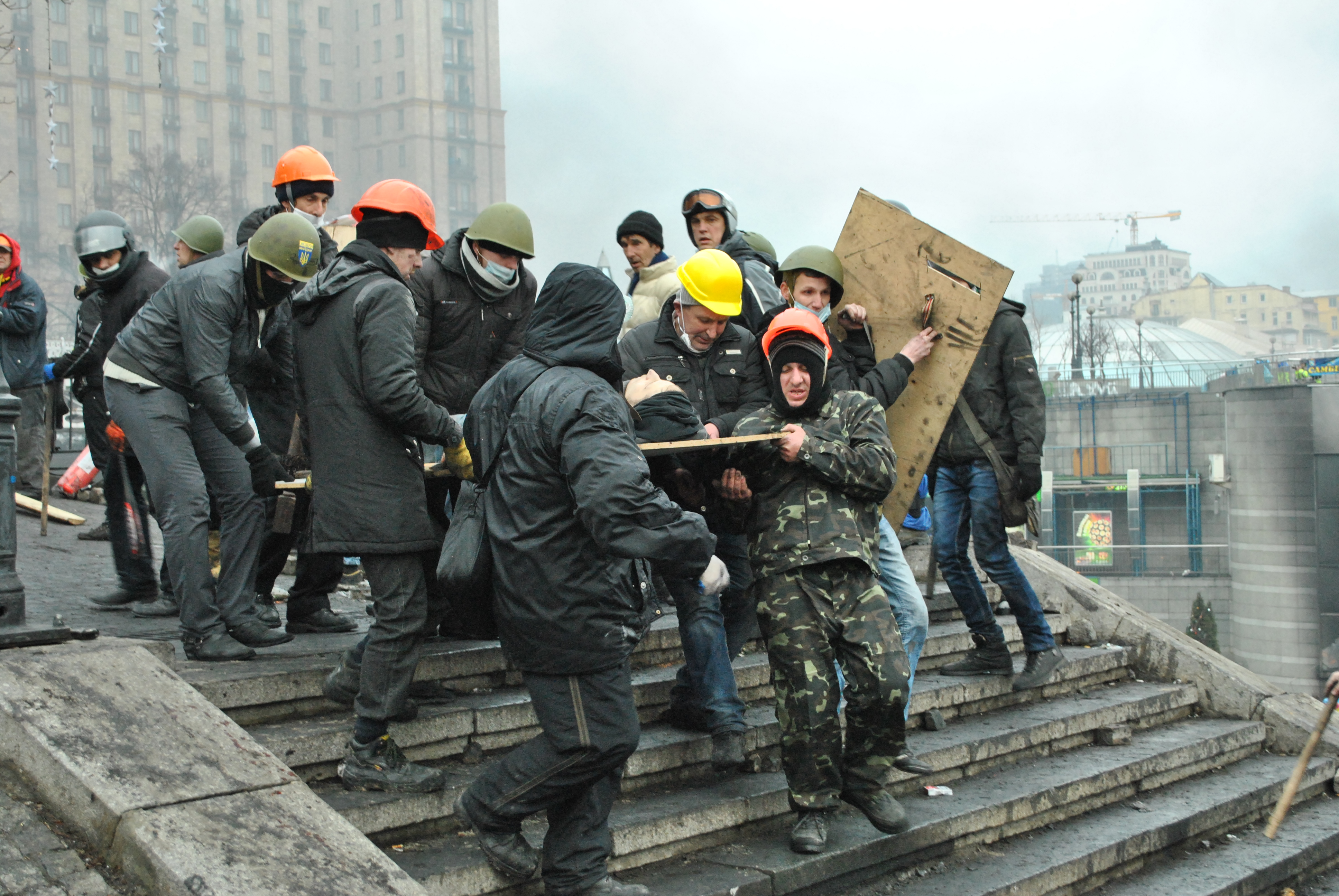
10월 궁전에서 이호르 코스텐코의 시신이 수습되는 장면

코스텐코는 2014년 2월 18일 유로마이단 시위에 참가하기 위해 키이우로 향했다. 리비우에서 온 친구들과 함께 바리케이드를 설치하였다. 2월 19일 늦은 밤, 경찰 저격수가 시위대를 향해 사격하기 시작했다.
2월 20일 코스텐코의 시신이 10월 궁전 인근 거리에서 발견되었다. 머리와 가슴에 총상을 입고 다리에 많은 골절상을 입은 것으로 확인되었다.
2월 22일 수백명이 키이우에서 리비우로 향하는 영구차 행렬에 동참하였다. 테르노필에서는 500명이 넘는 추모자들이 촛불집회를 열었다. 코스텐코와 다른 유로마이단 희생자 6명은 2월 23일 리비우의 '복되신 동정 마리아 탄생 교회(Церква Різдва Пресвятої Богородиці, Львів-Сихів)'에서 장례가 치뤄젔다.

## 유산
2014년 11월 21일 코스텐코는 유로마이단 시위 도중 희생된 다른 활동가들과 함께 "우크라이나 영웅(Герой України)" 훈장을 받았다. 이는 우크라이나 시민이 받을 수 있는 가장 명예로운 훈장이다.
코스텐코는 2014년 올해의 위키인으로 선정되었다. 위키백과 설립자 지미 웨일스가 2014년 8월 런던 위키마니아 행사에서 올해의 위키인을 발표하였다. 이호르 코스텐코의 남매인 인나 코스텐코가 그해 10월 키이우에서 지미 웨일스로부터 시상받았다.
우크라이나 교육과학부 잡지는 "올해의 학생"으로 이호르 코스텐코를 추서하였다. 리비우 대학교 강당은 그를 기리기 위해 "이호르 코스텐코 기념 강당"으로 이름을 바꾸었다. 또한 그가 졸업한 고등학교에 기념 명판이 설치되었다.
- 이호르 코스텐코의 시신이 발견된 거리에 놓인 사진, 꽃, 촛불들
- 리비우에서 열린 코스텐코의 장례식
- 코스텐코의 장례식이 열리는 교회에 모인 군중
- 이호르 코스텐코의 묘
- 이호르 코스텐코와 바실 모이세이를 기념하기 위해 테르노필 주베르치 들판에 심어진 트라주브
- 리비우 대학교의 코스텐코 기념 명패
- 2014년 위키마니아 행사에서 이호르 코스텐코를 올해의 위키인으로 선언하는 지미 웨일스